# Nudi e crudi (Bennett)
Nudi e crudi  (titolo originale The Clothes They Stood Up In) è un romanzo breve scritto da Alan Bennett nel 2001 caratterizzato dal classico humor britannico. 

## Trama
I benestanti coniugi Ransome tornando da una serata passata al teatro scoprono di aver subito un furto nel loro appartamento. La loro casa è stata completamente svuotata, dalla moquette ai lampadari i ladri non hanno trascurato nemmeno il telefono e la carta igienica. 
Un'azione inconcepibile, forse uno scherzo o un errore, che porterà moderato trambusto e novità soprattutto per Rosemary.

## Adattamenti
Numerosi gli adattamenti teatrali anche in Italia, tra cui nel 2013 quello a cura di Marco Rampoldi e quello di Edoardo Erba con la regia di Serena Sinigaglia.